# Hoplopleura cutchicus
Hoplopleura cutchicus är en insektsart som beskrevs av Gaurav K. Mishra och Kaul 1973. Hoplopleura cutchicus ingår i släktet Hoplopleura och familjen gnagarlöss. Inga underarter finns listade i Catalogue of Life.